# كيث هووكر
كيث هووكر (بالإنجليزية: Keith Hooker)‏ هو لاعب كرة قدم بريطاني، ولد في 31 يناير 1950 في Fleet, Hampshire ‏ في المملكة المتحدة. لعب مع نادي برينتفورد.